# Marie Laurent
Marie Laurent (ur. 1944, zm. 2015) – francuska zawodniczka startująca w wyścigach samochodowych. Zwyciężczyni w klasie S 2.0 24-godzinnego wyścigu Le Mans w 1974 roku.